# Með hækkandi sól
"Með hækkandi sól" (em português: Com o sol nascente) é a canção que representou a Islândia no Festival Eurovisão da Canção 2022 que teve lugar em Turim. A canção foi selecionada através do Söngvakeppnin realizado a 12 de março de 2022. Na semifinal do dia 10 de maio, a canção qualificou-se para a final, terminando a competição em 23º lugar com 20 pontos.